# Daisuke Takahashi
Daisuke Takahashi (jap. 高橋 大輔, Takahashi Daisuke; * 16. März 1986 in Kurashiki) ist ein japanischer Eiskunstläufer (Herreneinzel und Eistanz) und Eisshow-Produzent. Als Einzelläufer ist er der Olympiabronzemedaillengewinner 2010, der Weltmeister 2010, der Sieger des Grand-Prix Finales 2012/13, zweifacher (2008, 2011) Vier-Kontinente-Sieger und fünffacher (2006–2008, 2010, 2012) japanischer Nationalmeister.
Takahashi vertrat Japan bei den Olympischen Winterspielen 2006, 2010 und 2014. Seine Bronzemedaille bei den Olympischen Winterspielen 2010 war die erste olympische Medaille für Japan im Herreneinzel. Bei den Weltmeisterschaften 2010 war er außerdem der erste Asiate, der einen Weltmeistertitel gewann. Beim Grand-Prix Finale 2012/13 schrieb Takahashi erneut Geschichte, als er als erster Japaner eine Goldmedaille in diesem Wettbewerb gewann, nachdem er bereits 2005 als erster Japaner eine Medaille beim Grand-Prix Finale errungen hatte.
Takahashi trat am 14. Oktober 2014 zunächst in den Ruhestand, kehrte aber am 1. Juli 2018 zum Wettkampfsport zurück. Nach zwei Saisons, in denen er ausschließlich bei nationalen Wettkämpfen antrat, begann Takahashi ab der Saison 2020–21 eine Karriere im Eistanz als Partner von Kana Muramoto. Mit Muramoto ist er der Silbermedaillengewinner der Vier Kontinente-Meisterschaft 2022, Gewinner der japanischen Nationalmeisterschaft 2022–23 sowie der Denis Ten Memorial Challenge 2022. Takahashi ist der erste und derzeit einzige Wettkämpfer, der bei der Vier Kontinente-Meisterschaft in zwei verschiedenen Disziplinen Medaillen gewonnen hat.
Er ist nicht nur ein Pionier auf dem Gebiet des Wettkampf-Eiskunstlaufs in Japan, sondern auch eine Schlüsselfigur bezüglich der Innovation des japanischen Eisshow-Marktes, indem er in neuartigen genreübergreifenden Showformaten (wie der Kombination von Kabuki und Eiskunstlauf), die Technologien wie das Projection Mapping einsetzen und u. a. unterrepräsentierte Themen wie die Darstellung gleichgeschlechtlicher Anziehung aufgreifen, als Headliner zu sehen ist. Neben seinen Auftritten in Eisshows stand er auch als Tänzer in Cheryl Burkes Produktion Love on the Floor auf der Bühne.

## Karriere

### Im Einzellauf
2002 wurde Takahashi als erster Japaner Eiskunstlauf-Juniorenweltmeister. Sein erster großer Erfolg bei den Senioren war 2007 der Gewinn des Vizeweltmeistertitels vor heimischem Publikum in Tokio, hinter Brian Joubert. 2008 gewann er außerdem die Vier-Kontinente-Meisterschaften. Dort stellte er die bis 2011 gültigen Weltrekorde für Kür- und Gesamtpunktzahl auf.

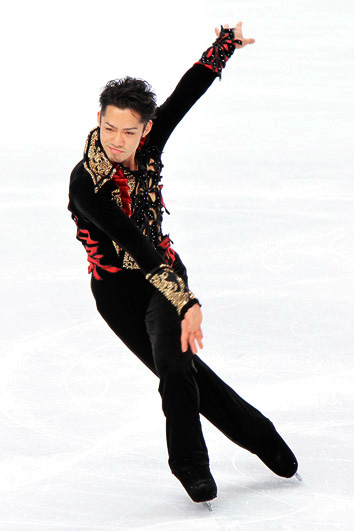
Takahashi bei der Weltmeisterschaft 2010

Nach einem Jahr Verletzungspause präsentierte er sich bei den Olympischen Spielen in Vancouver wieder in alter Stärke und gewann hinter Evan Lysacek und Jewgeni Pljuschtschenko die Bronzemedaille. Es war die erste olympische Medaille für einen japanischen Eiskunstläufer. Bei der Weltmeisterschaft 2010 in Turin gewann Takahashi als erster Japaner den Titel in der Herrenkonkurrenz. Für seine Kür verwendete er die Komposition La Strada von Nino Rota.
Im Februar 2011 gewann Takahashi in Taipeh souverän seinen zweiten Titel bei Vier-Kontinente-Meisterschaften. Als amtierender Weltmeister ging Takahashi zur Weltmeisterschaft, die aufgrund des Erdbebens in Japan nicht wie geplant in Tokio, sondern in Moskau stattfand. Nach seinem Kurzprogramm, das keinen Vierfachsprung beinhaltete, hatte er auf dem dritten Rang gelegen. Seine Kür musste er gleich zu Beginn wegen eines Kufenproblems unterbrechen. Bei seinem ersten Sprung, dem vierfachen Toeloop, bemerkte er den Schaden, musste den Sprung abbrechen und nahm eine dreiminütige Auszeit, um das Problem zu beheben. Den Sprung durfte er nach dieser Auszeit laut Reglement nicht wiederholen. Er nahm seine Kür wieder auf, stand eine Dreifach-Flip-Dreifach-Toeloop-Kombination und vier weitere Dreifachsprünge, fiel aber beim dreifachen Salchow und stieg beim dreifachen Axel aus. Am Ende reichte es für den Titelverteidiger zu Platz fünf. Takahashi hatte extra eine notwendige Knieoperation verschoben, um seinen Titel vor heimischem Publikum verteidigen zu können. Nach der Verlegung der WM nach Moskau musste er damit noch länger warten.
Nach der erfolgten Knieoperation begann für Takahashi die neue Saison. Er gewann bei der NHK Trophy und errang beim Grand-Prix-Finale die Silbermedaille hinter Patrick Chan. Bei den Vier-Kontinente-Meisterschaften sowie bei der Weltmeisterschaft wiederholte sich dieses Ergebnis, wobei er Chan bei der WM am nächsten kam. Seine Kür zu Eddy Louiss’ Blues for Klook war gewohnt künstlerisch sicher. Wie von ihm zu Beginn der Saison beabsichtigt, gelang es ihm im Wettbewerb wieder einen sauberen vierfachen Toeloop zu zeigen. Sein Flip war jedoch unterrotiert. Am Ende fehlten Takahashi 6,45 Punkte auf einen nicht fehlerfreien Chan.
 Am Ende der Saison nahm Takahashi für sein Land an der erst zum zweiten Mal ausgetragenen World Team Trophy teil. Im heimischen Tokio hatte er großen Anteil am ersten Sieg Japans bei diesem Wettbewerb. Er erreichte mit 94 Punkten einen Punkteweltrekord im Kurzprogramm, verbesserte außerdem seine persönlichen Bestleistungen in Kür (182,72 Punkte) und Gesamtleistung (276,72 Punkte) und gewann den Einzelwettbewerb vor Chan.
Nach zwei zweiten Plätzen bei seinen Grand-Prix-Wettbewerben gewann Takahashi im Dezember 2012 in Sotschi als erster Japaner das Grand-Prix-Finale. Die japanischen Meisterschaften schloss er als Zweiter hinter Yuzuru Hanyū ab. Weder bei den Vier-Kontinente-Meisterschaften noch bei der Weltmeisterschaft 2013 konnte er jedoch an seine Leistung vom Grand-Prix-Finale anknüpfen und blieb als Siebter bzw. Sechster ohne Medaille.
Nachdem Takahashi 2014 zunächst vom Wettkampfsport zurückgetreten war, kündigte er am 1. Juli 2018 im Alter von 32 Jahren sein Comeback zur Saison 2018/19 an.
Er nahm im folgenden Jahr an den Japanischen Meisterschaften teil und belegte den 2. Platz hinter Shōma Uno. Im September 2019 kündigte er an, zum Eistanzen zu wechseln und ab der nächsten Saison gemeinsam mit Kana Muramoto anzutreten – die bevorstehenden Japanischen Meisterschaften würden sein letzter Wettbewerb als Einzelläufer sein. In diesen belegte er den 12. Platz.
Training
Takahashi studierte zusammen mit Nobunari Oda an der Kansai-Universität. Für einige Jahre pendelte er für sein Training zwischen Hackensack, New Jersey, wo er bei Nikolai Morosow trainierte, und Osaka, wo er bei Utako Nagamitsu trainierte. Im Mai 2008 beendete er die Zusammenarbeit mit Nikolai Morosow.

### Im Eistanz
Anfang 2020 begannen Daisuke Takahashi und Kana Muramoto ihr gemeinsames Training als Eistanzpaar bei Marina Sujewa. Als Ziel setzten sie sich eine Qualifikation für die Olympischen Winterspiele 2022.
Sie gewannen bei ihren ersten gemeinsamen Japanischen Meisterschaften die Silbermedaille und erhielten eine Einladung zur NHK Trophy, wo sie die Bronzemedaille gewannen. In ihrer zweiten gemeinsamen Saison 2021/22 wurden sie bei der NHK Trophy Sechste. Bei den Japanischen Meisterschaften gewannen sie erneut die Silbermedaille, ebenso bei ihren ersten Vier-Kontinente-Meisterschaften 2022. Für die Olympischen Winterspiele wurden statt ihrer Misato Komatsubara und Tim Koleto ausgewählt, um Japan zu vertreten. Bei den Eiskunstlauf-Weltmeisterschaften 2022 belegten Muramoto und Takahashi den 16. Platz.
In der Saison 2022/23 erhielten sie zwei Einladungen in Grand-Prix-Wettbewerbe, in denen sie jeweils den 6. Platz erreichten. Bei den Japanischen Meisterschaften konnten sich Muramoto/Takahashi erstmals gegen das Paar Komatsubara/Koleto durchsetzen und die Goldmedaille gewinnen. Sie vertraten Japan sowohl bei den Vier-Kontinente-Meisterschaften als auch bei den Weltmeisterschaften 2023, wo sie den 9. bzw. 11. Platz erreichten. Bei der World Team Trophy 2023 gewannen sie mit dem japanischen Team die Bronzemedaille.
Im Mai 2023 gab das Paar seinen gemeinsamen Rückzug vom Wettbewerb bekannt. Daisuke Takahashi erklärte, er habe zwar noch Motivation und die Entscheidung falle ihm schwer, er könne aber seine langwierige Knieverletzung nicht weiter strapazieren und sehe daher keine Möglichkeit, sich sportlich weiterzuentwickeln. Kana Muramoto entschied sich gegen eine weitere Wettbewerbskarriere mit einem neuen Partner zugunsten einer professionellen Showkarriere mit Takahashi. Daisuke Takahashi möchte auch als Produzent von Eisshows tätig bleiben und insbesondere für den Eistanz in Japan werben.

## Ergebnisse

### Im Einzellauf
| Meisterschaft                   | 2002  | 2003  | 2004  | 2005  | 2006  | 2007  | 2008  | 2009  | 2010  | 2011  | 2012  | 2013  | 2014  | … | 2019  | 2020  |
| ------------------------------- | ----- | ----- | ----- | ----- | ----- | ----- | ----- | ----- | ----- | ----- | ----- | ----- | ----- | - | ----- | ----- |
| Olympische Winterspiele         |       |       |       |       | 8.    |       |       |       | 3.    |       |       |       | 6.    |   |       |       |
| Weltmeisterschaften             |       |       | 11.   | 15.   |       | 2.    | 4.    |       | 1.    | 5.    | 2.    | 6.    |       |   |       |       |
| Vier-Kontinente-Meisterschaften |       | 13.   | 6.    | 3.    |       |       | 1.    |       |       | 1.    | 2.    | 7.    |       |   |       |       |
| World Team Trophy               |       |       |       |       |       |       |       |       |       |       | 1.    |       |       |   |       |       |
| Juniorenweltmeisterschaften     | 1.    |       |       |       |       |       |       |       |       |       |       |       |       |   |       |       |
| Japanische Meisterschaften      | 5.    | 4.    | 3.    | 6.    | 1.    | 1.    | 1.    |       | 1.    | 3.    | 1.    | 2.    | 5.    |   | 2.    | 12.   |
| Grand-Prix-Wettbewerb           | 01/02 | 02/03 | 03/04 | 04/05 | 05/06 | 06/07 | 07/08 | 08/09 | 09/10 | 10/11 | 11/12 | 12/13 | 13/14 | … | 18/19 | 19/20 |
| Grand-Prix-Finale               |       |       |       |       | 3.    | 2.    | 2.    |       | 5.    | 4.    | 2.    | 1.    | Z     |   |       |       |
| Skate America                   |       |       |       |       | 1.    |       | 1.    |       |       | 1.    |       |       | 4.    |   |       |       |
| Skate Canada                    |       |       | 7.    |       |       | 2.    |       |       | 2.    |       | 3.    |       |       |   |       |       |
| Cup of China                    |       |       |       |       |       |       |       |       |       |       |       | 2.    |       |   |       |       |
| Trophée Eric Bompard            |       |       | 5.    | 11.   |       |       |       |       |       |       |       |       |       |   |       |       |
| NHK Trophy                      |       | 8.    |       |       | 3.    | 1.    | 1.    |       | 4.    | 1.    | 1.    | 2.    | 1.    |   |       |       |

Z = Zurückgezogen

### Im Eistanzen mit Kana Muramoto
| Meisterschaft                   | 20/21 | 21/22 | 22/23 |
| ------------------------------- | ----- | ----- | ----- |
| Weltmeisterschaften             |       | 16.   | 11.   |
| Vier-Kontinente-Meisterschaften |       | 2.    | 9.    |
| Japanische Meisterschaften      | 2.    | 2.    | 1.    |
| Grand-Prix-Wettbewerb           | 20/21 | 21/22 | 22/23 |
| NHK Trophy                      | 3.    | 6.    | 6.    |
| Skate America                   |       |       | 6.    |
| Challenger-Wettbewerb           | 20/21 | 21/22 | 22/23 |
| Denis Ten Memorial Challenge    |       |       | 1.    |
| Warsaw Cup                      |       | 2.    |       |